# Llengües arawak Paraná-Mamoré
Les llengües Paraná-Mamoré o llengües arawak meridionals (pròpiament dites) són una agrupació de llengües arawak meridionals parlades en les conques dels rius Paraná i Mamoré.

## Classificació
Les llengües Panará-Mamoré pertanyen a les llengües arawak més meridionals. Aikhenvald (1999) usa el terme "arawak meridional" per a aquest grup filogenètic, encara que per a altres autors "arawak meridional" és una agrupació geogràfica que inclou diverses branques filogenètiques.

### Llengües del grup
Les llengües Paraná-Mamoré es classifiquen usualment com:
- Grup mojo (moxo, moho), riu Mamoré (Beni, Bolívia)
  - Baure, 13 (2000),[1] río Blanco (Beni, Bolivia)
  - Ignaciano, 4.000 (1997);[2] 4.500 (2000)[3]
  - Trinitario, 5.000 (1997);[2] 5.500 (2000)[4]
  - Paunaka, 10 (2000), riu Baures (Santa Cruz, Bolivia)
  - Paiconeca, †, fonts del Paragúa (Santa Cruz, Bolivia)
- Salumã (Enawenê-Nawê), 154 (1999),[5] naixement del Juruena (Mato Grosso, Brasil)
- Terêna-Guaná
  - Terêna, 15.000 (1991);[6] 20.000 (1997);[2] 9800 (1999),[5] Est del riu Paraguai, rius Miranda i Aguidauana (Mato Grosso do Sul i Avaí (São Paulo), Brasil).
  - Guaná-Layana, †, rius Yacaré i Galván (Paraguai), Miranda, (Mato Grosso do Sul, Brasil)
  - Kinikinao, †, Miranda (Mato Grosso do Sul, Brasil)
  - Chané-Izoceño, †, riu Itiyuro (Salta, Argentina)
- Lapachu (apolista), †, Apolobamba (Bolívia).

## Comparació lèxica
Els numerals en diferents llengües arawak del Paraná-Mamoré són:
| GLOSA | Moxo      | Moxo      | Moxo      | Moxo         | Terêna-Chané  | Terêna-Chané | Terêna-Chané | PROTO- PAR.MAM. |
| GLOSA | Baure     | Ignaciano | Trinatrio | Paunaka      | Terêna        | Chané        | Guaná        | PROTO- PAR.MAM. |
| ----- | --------- | --------- | --------- | ------------ | ------------- | ------------ | ------------ | --------------- |
| '1'   | po-noʧi   | eta-      | eto-      | 'ʧɨ-natʃɨ    | póeh-aaxo     | (mompetí)    | poikoya      | *pa-            |
| '2'   | api-na    | api-      | api-      | ('ɾus-ʧɨ)    | pi-ʔaaxo      | (mokoi)      | pid-ʤaho     | *a-pi-          |
| '3'   | mopo-nan  | mapa-     | mopo-     | ('tɾes-ʧɨ)   | mopó-ʔaxo     | (mboapi)     | mopoa        | *mapa-          |
| '4'   | kange-nan |           | (kwatɾu)  | ('kwatɾɔ-ʧɨ) | (koáturu kôe) |              | honaton      |                 |
| '5'   | roleko    |           |           | ('siŋkɔ-ʧɨ)  | (singúʔ kôe)  |              | houakoo      | *pa-X           |
| '6'   | repitikia |           |           | ('sɛi-ʧɨ)    | (seiʔ kôe)    |              |              |                 |
| '7'   | 2 + pohue |           |           | ('sjɛtɛ-ʧɨ)  | (setiʔ kôe)   |              |              | *2+5            |
| '8'   | 3 + pohue |           |           |              | (oitúʔ kôe)   |              |              | *3+5            |
| '9'   | 4 + pohue |           |           |              | (novéʔ kôe)   |              |              | *4+5            |
| '10'  | iʧowoko   |           |           |              | (yehiʔ kôe)   |              |              |                 |

Els termes entre parèntesis són termes prestats d'altres llengües: de l'espanyol en paunaka, del portuguès en terêna i del guaraní-chiriguano en el cas del chané.